# Rotwildpark
El Rotwildpark (Parque de los ciervos), también conocido en alemán oficialmente como Naturschutzgebiet Rot- und Schwarzwildpark, es un área natural protegida situada a las afueras de Stuttgart, Alemania.
El barrio de la ciudad de Stuttgart denominado Wildpark recibe su nombre del parque natural.

## Historia
Reserva natural desde 1939, el parque fue creado en 1815 por el rey Federico I de Wurtemberg con 568 ciervos y 138 gamos. Fue utilizado como coto de caza y como área de pastoreo. Durante muchos años, los ciudadanos solamente podían ver el parque mediante un pago y únicamente transitar por unos caminos determinados, hasta la Revolución de Noviembre en 1918 abolió esta restricción. Entre la abundante vegetación hay más de 2000 árboles que superan los 200 años de edad, y en cuanto a las especies presentes, destacan por su rareza el sorbo silvestre y el sorbo común.

## Zona protegida

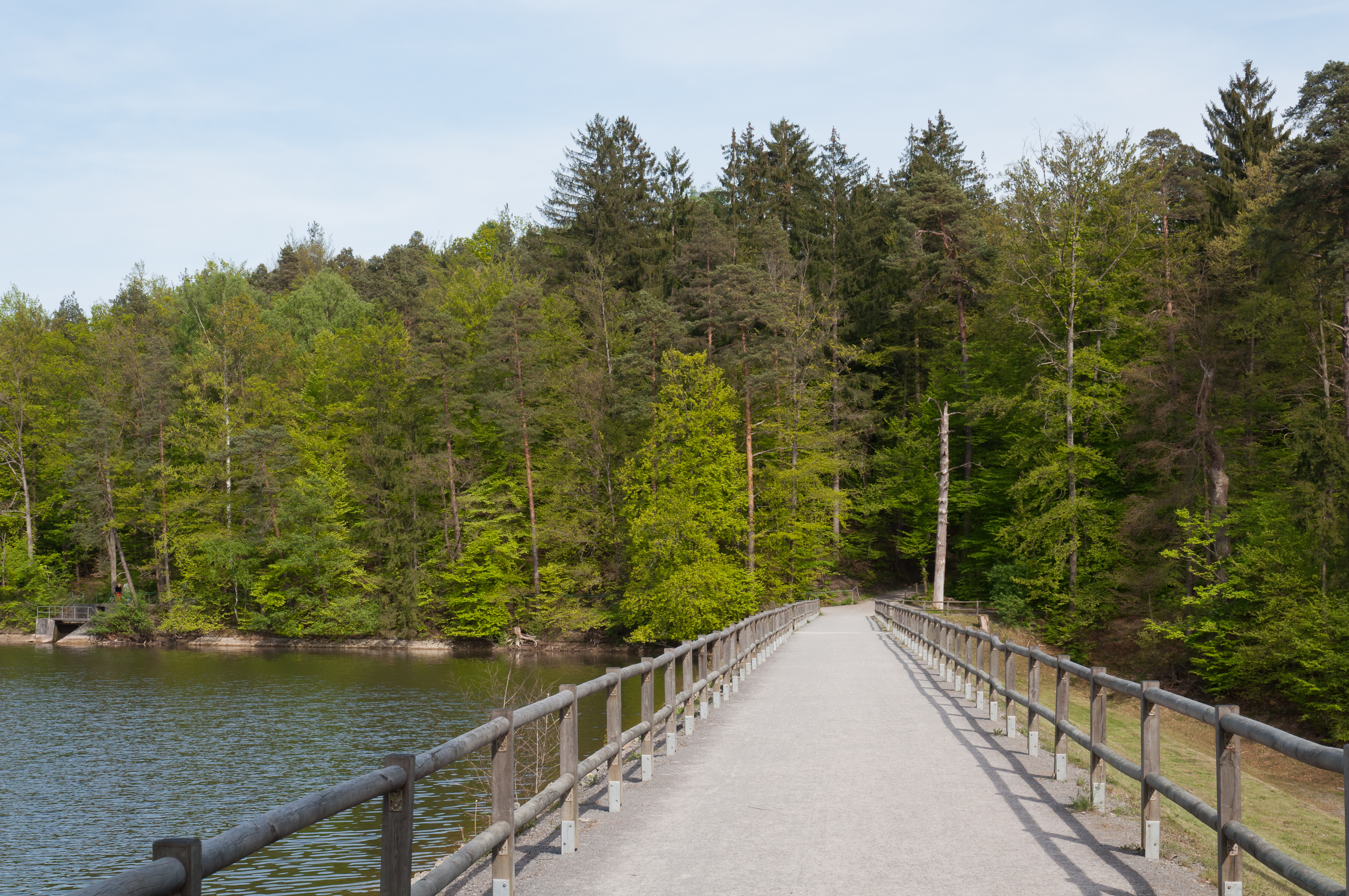
Presa del Lago Nuevo (Neuer See).

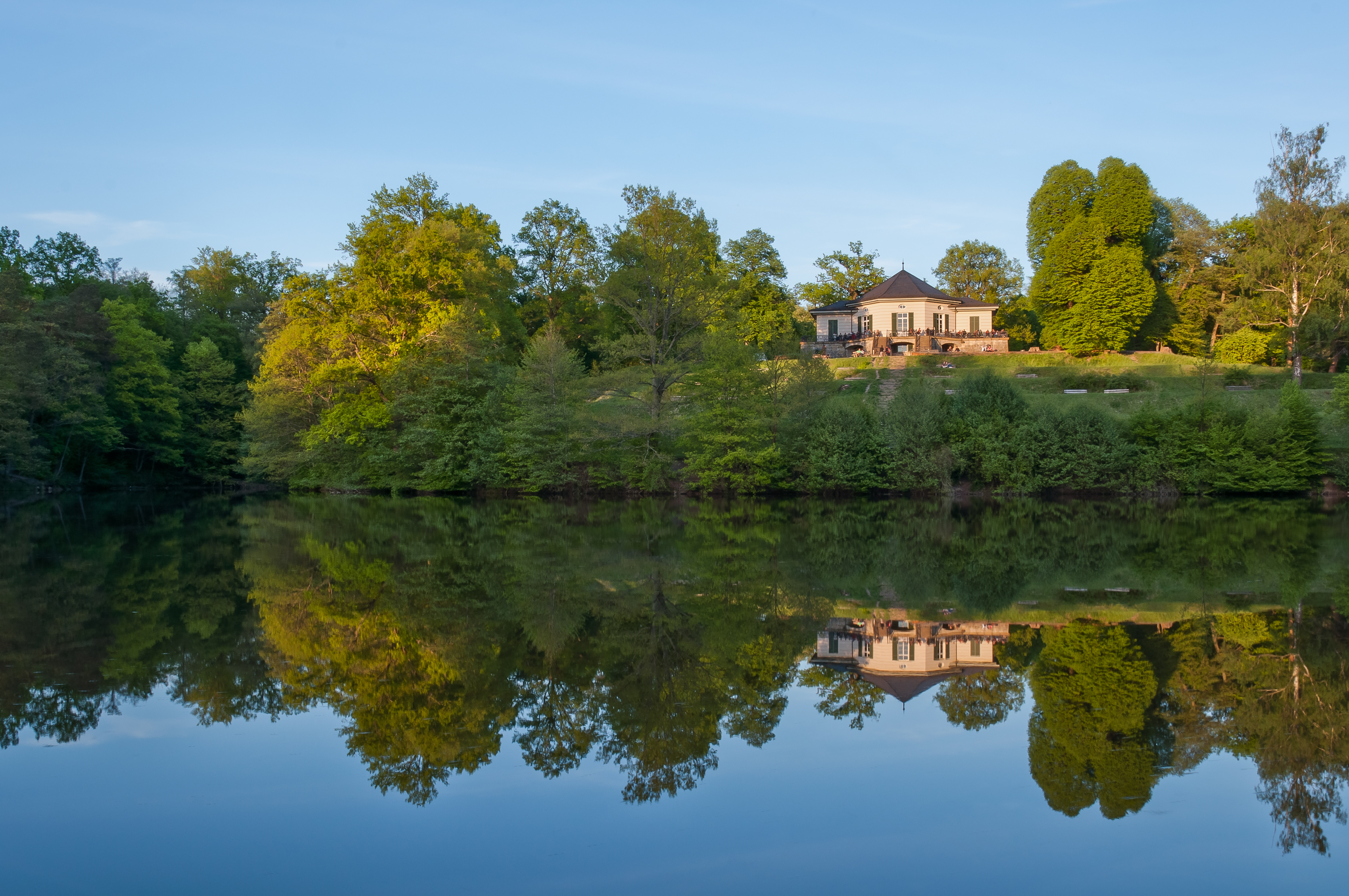
Palacete de los osos (Bärenschlössle) y Lago de los Osos (Bärensee).

El parque pasó a ser zona natural protegida en el año 1939 con una superficie de 518,5 ha que comprendía el Rotwildpark, y posteriormente, en el año 1958, se añadió a la reserva parte del Schwarzwildpark y del Pfaffenwald, con lo que alcanzó las 830,5 ha de extensión que tiene actualmente. Aunque antiguamente fue usado para monterías y pastoreo, hoy en día es una zona recreativa en la que además se practican la silvicultura, la ornitología —con especies como el papamoscas collarino— o la entomología —con coleópteros como el Osmoderma eremita—.
El parque natural forma parte en la Directiva de Hábitats de la zona más amplia denominada Glemswald. Al sur, el Rotwildpark delimita con otra zona protegida de menor tamaño, Büsnauer Wiesental.
Dentro del parque se encuentran varios pequeños lagos artificiales (Neuer See, Bärensee, Pfaffensee, Katzenbachsee y Steinbachsee), la Casa romana y el Palacete de los osos (Bärenschlössle).